# Top 12 2017 (Frauen)
Die Top 12 2017 war die 15. französische Mannschaftsmeisterschaft im Schach der Frauen.
Meister wurde Club de Mulhouse Philidor, während sich der Titelverteidiger Évry Grand Roque mit dem zweiten Platz begnügen musste. Aus der Nationale I waren im Vorjahr Cercle d’Echecs de Strasbourg, Les Tours des Hauts de France, Echiquier Centre Vaucluse und der Club d’Echecs de Sautron aufgestiegen. Während Strasbourg den Klassenerhalt erreichte, mussten die übrigen Aufsteiger zusammen mit dem Club de Cannes Echecs direkt wieder absteigen.
Zu den gemeldeten Mannschaftskadern siehe Mannschaftskader der Top 12 2017 (Frauen).

## Spieltermine
Die Vorrunde fand vom 5. bis 8. Mai in Mulhouse statt, die Finalrunde wurde am 24. und 25. Juni in Asnières-sur-Seine ausgetragen.

## Modus
Die zwölf teilnehmenden Vereine spielten in zwei Vorrundengruppen mit je sechs Mannschaften ein einfaches Rundenturnier. Über die Platzierung entschied zunächst die Anzahl der Mannschaftspunkte (3 Punkte für einen Sieg, 2 Punkte für ein Unentschieden, 1 Punkt für eine Niederlage, 0 Punkte für eine kampflose Niederlage), danach die Differenz zwischen Gewinn- und Verlustpartien, anschließend der direkte Vergleich und letztendlich die Zahl der Gewinnpartien. Die beiden letzten der Vorrunden stiegen in die Nationale I ab, während sich die beiden Erstplatzierten für die Finalrunde qualifizierten. Diese wurde im k.-o.-System ausgetragen, wobei auch der dritte Platz ausgespielt wurde.

## Vorrunde

### Groupe A
Während vor der letzten Runde bereits Monaco für die Finalrunde qualifiziert war und Vaucluse als Absteiger feststand, fielen die übrigen Entscheidungen erst in der Schlussrunde.

#### Endtabelle
| Pl. | Verein                            | Sp | G | U | V | MP | Brett-P. |
| --- | --------------------------------- | -- | - | - | - | -- | -------- |
| 01. | C.E.M.C. Monaco                   | 5  | 5 | 0 | 0 | 15 | 12:0     |
| 02. | Club de Bischwiller               | 5  | 2 | 2 | 1 | 11 | 8:4      |
| 03. | Club de Montpellier Echecs        | 5  | 2 | 2 | 1 | 11 | 4:2      |
| 04. | Cercle d’Echecs de Strasbourg (N) | 5  | 2 | 1 | 2 | 10 | 4:8      |
| 05. | Les Tours des Hauts de France (N) | 5  | 1 | 1 | 3 | 8  | 3:7      |
| 06. | Echiquier Centre Vaucluse (N)     | 5  | 0 | 0 | 5 | 5  | 1:11     |

#### Entscheidungen
|     | qualifiziert für das Halbfinale: C.E.M.C. Monaco, Club de Bischwiller                  |
|     | Absteiger in die Nationale I: Les Tours des Hauts de France, Echiquier Centre Vaucluse |
| (M) | Meister der letzten Saison                                                             |
| (N) | Aufsteiger der letzten Saison                                                          |

#### Kreuztabelle
| Ergebnisse | Ergebnisse                    | 01. | 02. | 03. | 04. | 05. | 06. |
| ---------- | ----------------------------- | --- | --- | --- | --- | --- | --- |
| 01.        | C.E.M.C. Monaco               |     | 3:0 | 1:0 | 3:0 | 3:0 | 2:0 |
| 02.        | Club de Bischwiller           | 0:3 |     | 0:0 | 4:0 | 1:1 | 3:0 |
| 03.        | Club de Montpellier Echecs    | 0:1 | 0:0 |     | 1:1 | 1:0 | 2:0 |
| 04.        | Cercle d’Echecs de Strasbourg | 0:3 | 0:4 | 1:1 |     | 1:0 | 2:0 |
| 05.        | Les Tours des Hauts de France | 0:3 | 1:1 | 0:1 | 0:1 |     | 2:1 |
| 06.        | Echiquier Centre Vaucluse     | 0:2 | 0:3 | 0:2 | 0:2 | 1:2 |     |

### Groupe B
Während Évry und Mulhouse vorzeitig für das Halbfinale qualifiziert war und Cannes schon nach vier Runden als Absteiger feststand, fiel die Entscheidung über den Abstiegsplatz erst in der letzten Runde.

#### Endtabelle
| Pl. | Verein                        | Sp | G | U | V | MP | Brett-P. |
| --- | ----------------------------- | -- | - | - | - | -- | -------- |
| 01. | Évry Grand Roque (M)          | 5  | 5 | 0 | 0 | 15 | 13:4     |
| 02. | Club de Mulhouse Philidor     | 5  | 3 | 1 | 1 | 12 | 10:3     |
| 03. | Cercle d’Echecs de Villepinte | 5  | 2 | 1 | 2 | 10 | 7:8      |
| 04. | Club de Vandœuvre-Echecs      | 5  | 2 | 1 | 2 | 10 | 8:10     |
| 05. | Club d’Echecs de Sautron (N)  | 5  | 1 | 1 | 3 | 8  | 5:8      |
| 06. | Club de Cannes Echecs         | 5  | 0 | 0 | 5 | 5  | 2:12     |

#### Entscheidungen
|     | qualifiziert für das Halbfinale: Évry Grand Roque, Club de Mulhouse Philidor  |
|     | Absteiger in die Nationale I: Club d’Echecs de Sautron, Club de Cannes Echecs |
| (N) | Aufsteiger der letzten Saison                                                 |

#### Kreuztabelle
| Ergebnisse | Ergebnisse                    | 01. | 02. | 03. | 04. | 05. | 06. |
| ---------- | ----------------------------- | --- | --- | --- | --- | --- | --- |
| 01.        | Évry Grand Roque              |     | 2:1 | 3:1 | 3:1 | 3:1 | 2:0 |
| 02.        | Club de Mulhouse Philidor     | 1:2 |     | 2:0 | 3:0 | 1:1 | 3:0 |
| 03.        | Cercle d’Echecs de Villepinte | 1:3 | 0:2 |     | 2:2 | 2:0 | 2:1 |
| 04.        | Club de Vandœuvre-Echecs      | 1:3 | 0:3 | 2:2 |     | 2:1 | 3:1 |
| 05.        | Club d’Echecs de Sautron      | 1:3 | 1:1 | 0:2 | 1:2 |     | 2:0 |
| 06.        | Club de Cannes Echecs         | 0:2 | 0:3 | 1:2 | 1:3 | 0:2 |     |

## Endrunde

### Übersicht
|  | Halbfinale                | Halbfinale                |                     |   | Finale | Finale |
|  |                           |                           |                     |   |        |        |
|  | Évry Grand Roque          | 4                         |                     |   |        |        |
|  | Club de Bischwiller       | 0                         |                     |   |        |        |
|  |                           |                           |                     |   |        |        |
|  |                           |                           |                     |   |        |        |
|  | Évry Grand Roque          | 1                         |                     |   |        |        |
|  |                           | Club de Mulhouse Philidor | 2                   |   |        |        |
|  |                           |                           |                     |   |        |        |
|  | Spiel um Platz drei       |                           |                     |   |        |        |
|  |                           |                           | C.E.M.C. Monaco     | 3 |        |        |
|  | C.E.M.C. Monaco           | 0                         | Club de Bischwiller | 0 |        |        |
|  | Club de Mulhouse Philidor | 2                         |                     |   |        |        |

### Entscheidungen
|  | Französischer Mannschaftsmeister: Club de Mulhouse Philidor |

### Halbfinale
In beiden Wettkämpfen waren die Sieger der Vorrunden favorisiert. Während Évry sich klar gegen Bischwiller durchsetzte, unterlag Monaco Mulhouse.

### Finale und Spiel um Platz 3
Während im Spiel um Platz 3 Monaco der Favoritenrolle gerecht wurde, setzte sich in einer Neuauflage des Vorjahresfinales Mulhouse gegen den Titelverteidiger Évry durch.

## Die Meistermannschaft
| 1.            | Club de Mulhouse Philidor                                                            |
| Schachfiguren | Elisabeth Pähtz, Mathilde Choisy, Salomé Neuhauser, Emma Richard, Cécile Haussernot. |